# Carlos Rodríguez Labruna
Carlos Enrique Rodríguez Labruna, abogado y político uruguayo perteneciente al Partido Nacional.

## Biografía
Electo diputado por el Movimiento Nacional de Rocha en 1966 y 1971. 
Tras el golpe de Estado de 1973, fue detenido en una unidad militar.
Militó en oposición a la dictadura. En 1983 participó del Acto del Obelisco.
Es electo nuevamente diputado en 1984. A principios de 1987 se separa del Movimiento de Rocha y se acerca a Por la Patria, fundando la Lista 70. En 1989 y 1994 se vuelve a postular sin éxito a la diputación.
Fue subsecretario del ministro de Educación Guillermo García Costa en la primera etapa del gobierno de Luis Alberto Lacalle. Posteriormente, fue director de la Corporación Nacional para el Desarrollo y del Banco de la República Oriental del Uruguay.
En 2008 adhirió al movimiento Unidad Nacional.
Tuvo actuación como dirigente deportivo en el Club Nacional de Football.
Casado con Margarita Romero Zaffaroni, tuvieron tres hijos: Cecilia, Lucía y Juan José.